# サビナ礁
サビナ礁（サビナ-しょう、英語: Sabina Shoal、タガログ語: Buhanginan ng Escoda、英語: Escoda Shoal、繁体字中国語: 仙賓礁、簡体字中国語: 仙宾礁、ベトナム語：Bãi Sa Bin）は、南シナ海南沙諸島のパラワン島の西約140km、セカンド・トーマス礁の東60kmに位置する低潮高地環礁である。
中華人民共和国、フィリピン、台湾、ベトナムが領有権を主張しており、それぞれは南沙諸島の全体もしくは一部の領有を主張している。
サビナ礁はフィリピンの排他的経済水域（EEZ）の圏内にあるが、EEZ自体は海洋法に関する国際連合条約（UNCLOS）で規定されるフィリピンの排他的権利及び法的責任を除き実際の主権を保証するものではない。

## 名称
アメリカ合衆国の海中地形諮問委員会（ACUF）データベースによると、フランス語でBanc Sabina、マレー語でBeting Sabina、その他の中国語名として仙濱暗沙、鱼鳞と言う名称が掲載されている。

## 地理
サビナ礁は南沙諸島の一部で、パラワン島から75海里の距離にあり、フィリピンの排他的経済水域（EEZ）200海里内にある。
サビナ礁の東半分は海水面下の暗礁で、西半分は3.7〜8.3mの砂州で、ラグーン（礁湖）になっている。

## 領有を巡る状況
中華人民共和国、フィリピン、台湾、ベトナムが領有権を主張しており、低潮高地環礁であるサビナ礁は海洋法に関する国際連合条約（UNCLOS）13条における領海の沿岸帯である条件を満たしていない。
同時に、UNCLOSによるとフィリピンのEEZ圏内（注：サビナ礁はフィリピンのEEZ内にある）の海洋資源の探査、管理、保護に関する主権は沿岸国としてフィリピンが保持しているとされる。中華人民共和国としては九段線内の海洋を内海または領海として主張しているわけではないが、サビナ礁近海の人工的な活動については前述の権利に触れるとの意見もある。ハーグの常設仲裁裁判所による2016年南シナ海判決では中国の九段線内の海域における伝統的な主張には法的根拠がないとしたが、中国としてはこの判決によって南シナ海での主権について影響を受けないと、判決を拒絶している。

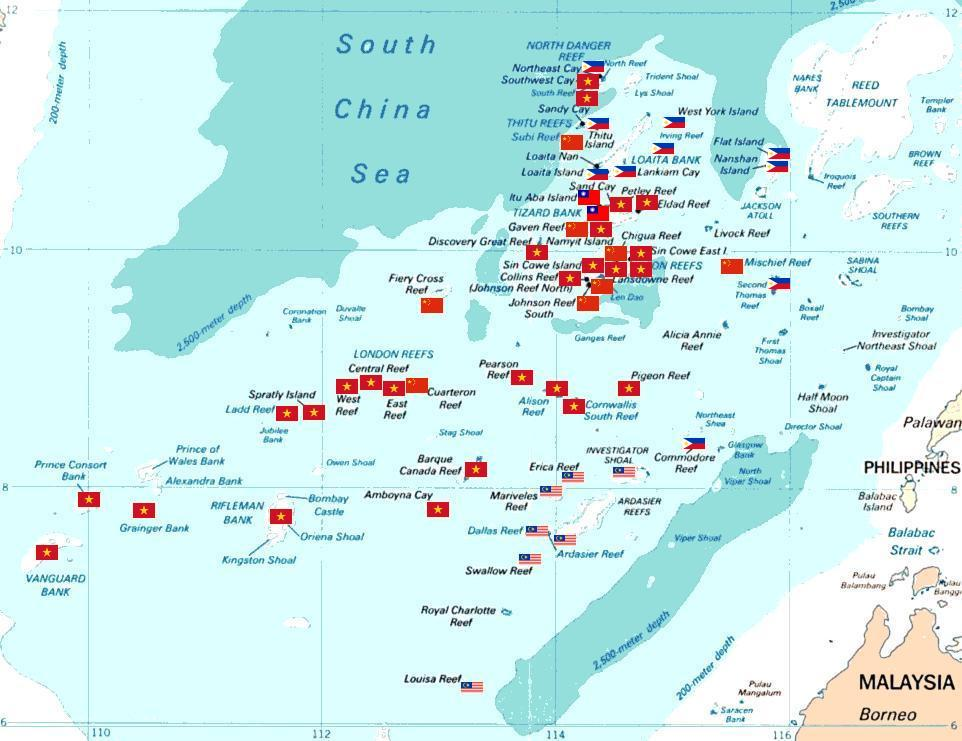
南沙諸島の実効支配状況

## 事件
1995年に中華人民共和国がミスチーフ礁を占拠した後、サビナ礁にブイ3基を設置したが、フィリピンによって回収された。
2021年4月、フィリピン沿岸警備隊とフィリピン漁業水産資源局の合同哨戒活動にて中国籍の海上民兵艦7隻が碇泊しているのを発見。哨戒艦艇BRP Cabraの警告後、艦隊はサビナ礁を去った。
2024年6月、フィリピンの独立記念日に哨戒艦艇BRP Teresa Magbanuaがサビナ礁がフィリピンの領土だとして国旗掲揚式を敢行、中華人民共和国はフィリピンに対し今後は強い対抗策をとると発言。
2024年8月19日、フィリピン沿岸警備隊巡視船BRP Cape EngañoとBRP Bagacayが中国海警局または海上民兵艦にサビナ礁沖で故意に衝突され損傷した。8月25日にはフィリピン漁業水産資源局巡視船が中国人民解放軍海軍8隻や中国海警局艦などに包囲され、放水砲からの放水を受けその後故意に衝突された。8月31日にもさらにフィリピン沿岸警備隊巡視船が中国海警局艦から複数回の衝突などの攻撃を受け大きな損傷を受けた。6月以降5度目の衝突に対し、アメリカ合衆国、日本、台湾、オーストラリア、欧州連合は中国に対し攻撃を中止するよう要求した。中国はフィリピンがサビナ礁で碇泊すると今後はだ捕する可能性があるとしたが、そう言った行為はアメリカ合衆国をこの対立に巻き込む危険性もあり可能性は低いと見られる。
2024年8月27日から9月2日の間、中国海警局艦船など71隻がサビナ礁で見られた。
2024年9月、4月から巡視のためにサビナ礁に停泊していた97メートル級のBRP Teresa Magbanuaは8月以降、繰り返し中国船に補給を妨害され、中国船との衝突で破損もしており、乗組員は撤退の約3週間前からおかゆのみで生活し、2日前に食料も飲料水も尽き、15日には脱水症状などで4人が緊急搬送された。一方、中国海警局側は15日、巡視船は「４月以降不法に滞留し、中国の領土主権を侵犯していた」と主張。中国側が「法に従って」巡視船を監視し、「フィリピン側が補給を強行しようとする企ては全て失敗した」と談話にて発言した。

## 環境破壊
2023年9月、フィリピン沿岸警備隊はサビナ礁の海洋環境とサンゴ礁に「多大な損傷」があったと報告した。この環境破壊は海上民兵による海上投棄、無法漁業、「砂の長城」と呼ばれる埋め立ての影響だとしている。中国当局はこの批判に対し「科学的根拠も証拠もない」としているが、その後フィリピン沿岸警備隊は2024年4月から巡視艇を碇泊させ哨戒に当たっており、それがその後の更なる対立を呼んでいる。